# 尖喙鳥
是雀形目蒂泰霸鶲科的一種小型雀鳥，棲息於南美洲北部山區至中美洲南部（巴拿馬與哥斯大黎加）一帶。
根據分子種系發生學的研究，尖喙鳥位於蒂泰霸鶲科的基本分支，有些文獻會將其單獨歸為「尖喙鳥科」。
尖喙鳥可分成4個亞種：
- O. c. frater （Sclater, PL & Salvin（英语：Osbert Salvin）, 1868），棲息於哥斯大黎加與巴拿大西部
- O. c. brooksi （Bangs（英语：Outram Bangs） & Barbour（英语：Thomas Barbour）, 1922），棲息於巴拿大東部
- O. c. hypoglaucus （Salvin & Godman（英语：Frederick DuCane Godman）, 1883），棲息於委內瑞拉東南部、蓋亞那與巴西北部
- O. c. cristatus （Swainson, 1821），棲息於巴西東南部、巴拉圭東部與阿根廷東北部

## 外部連結
- Image at ADW （页面存档备份，存于）